# (30045) 2000 EC20
A (30045) 2000 EC20 a Naprendszer kisbolygóövében található aszteroida. Korado Korlević fedezte fel 2000. március 6-án.

## Kapcsolódó szócikk
- Kisbolygók listája (30001–30500)